# Valy Hedjasi

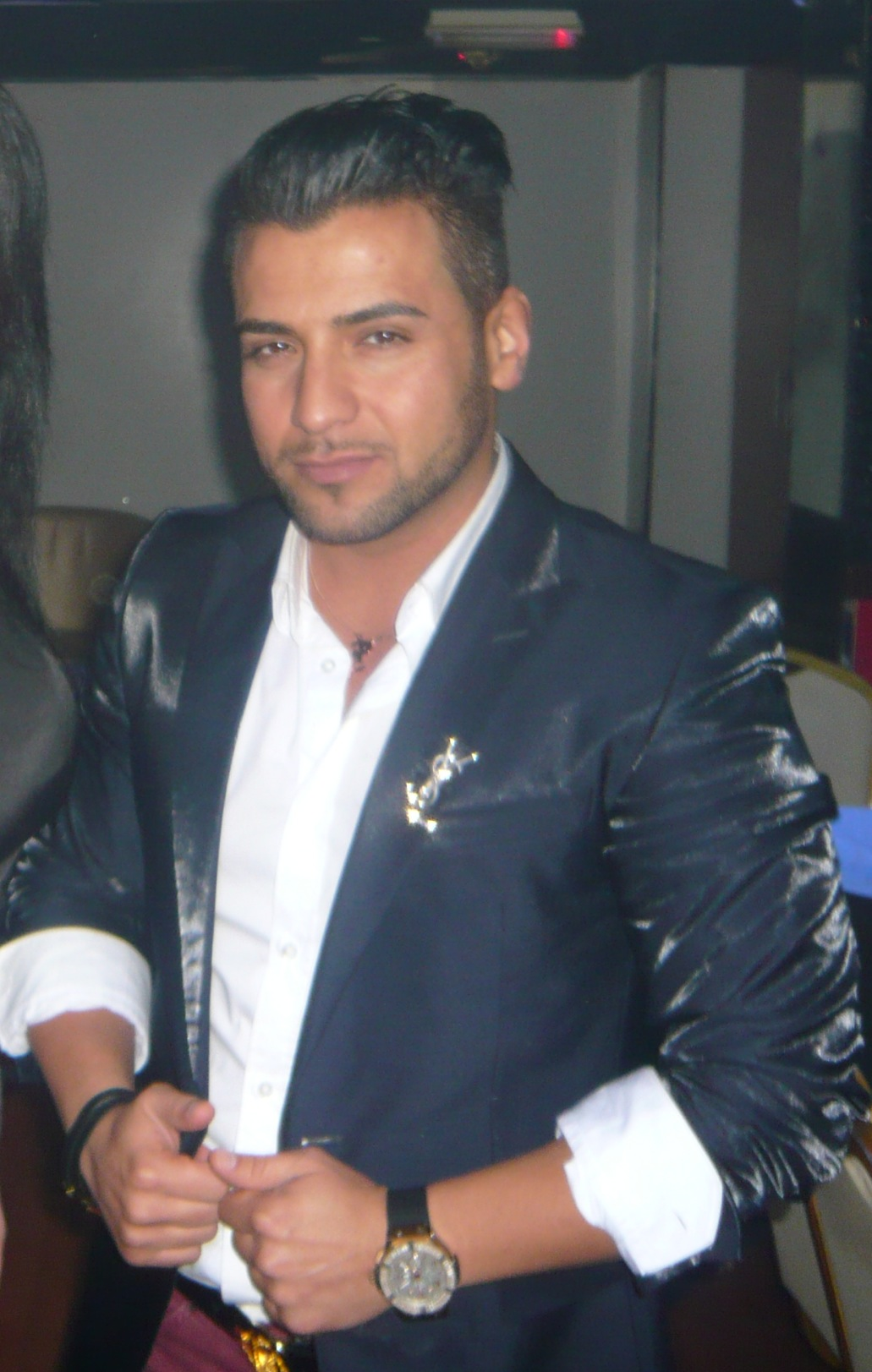
Valy (2013)

Valy (persisch ولی), mit vollem Namen Valy Hedjasi (* 29. Mai 1986 in Maschhad, Iran), ist ein Popmusiker aus Afghanistan, der in Heidelberg aufwuchs.

## Biographie
Seine Eltern, beide Künstler und Musiker, stammen aus Herat in Afghanistan. Mit sieben Jahren spielte er traditionelle Instrumente. Später wurde er in indischer, arabischer und persischer Musik unterrichtet. Zu seinen Lehrern zählen der verstorbene afghanische Musiker Nasrat Parsa, der ihn in klassischer indischer Musik unterrichtete, und Bassam Ayoub.
Noch vor der Veröffentlichung seines ersten Albums, welches vom iranischen Plattenlabel Avang veröffentlicht wurde, wurde Valy durch die beiden Singles Bia Tu und Delamo Shekoondi bei Afghanen und Iranern bekannt. Seit der Veröffentlichung seines ersten Albums After Love 2007 gilt er als einer der erfolgreichsten afghanischen Musiker, und als einer von sehr wenigen, die auch im benachbarten Iran große Bekanntheit erlangten. Das Album wurde produziert von Kostas Karagiozidis, der auch mehrere Alben des iranischen Sängers Afshin produzierte.
Kurz nach Veröffentlichung seines ersten Albums begab sich Valy auf seine erste Tournee (Bia Tu Tour). Sie umfasste fünf Konzerte in Kanada und den USA.
Für seinen Erfolg wurde Valy bei den Noor TV Awards 2008 als Best Artist of the Year gekürt. Im Mai 2008 erschien Valy auf dem Titelblatt des Sitara Magazine.
Bei einem Auftritt in Kalifornien im Rahmen der Nawroz 2008 Celebration gab Valy die Gründung der Valy Foundation bekannt, deren Zweck in der wohltätigen Unterstützung der Kinder Afghanistans liegt.
Bei den beiden Liedveröffentlichungen Setara und Don - Larsha Nangarhar Tasang er auch einige Strophen auf Pashto.
Valys zweites Album Crazy in Love wurde 2011 veröffentlicht.

## Diskografie

### Alben
- 2007: After Love
- 2011: Crazy in Love

### Singles (Auswahl)
- 2009: Dokhtare Afghan
- 2011: Atan
- 2013: Let's Dance
- 2019: Gole Nazam
- 2024: Maria Maria (mit Moe Phoenix)